# 케치케시 아코시
케치케시 아코시(헝가리어: Kecskés Ákos, 1996년 1월 4일 ~ )는 헝가리의 프로 축구 선수로, AEL 리마솔에서 센터백으로 활약하고 있다.

## 구단 경력
2021년 7월 29일, 그는 러시아 프리미어리그 클럽 니즈니 노브고로드와 2년 계약을 체결했다.
2022년 8월 4일, 케치케시는 2026년까지 계약을 맺고 오스트리아의 LASK에 합류했다.
2023년 9월 2일, 그는 리가 I 클럽 셉시 OSK와 계약했다.
2024년 9월 7일, 그는 자유 이적으로 AEL 리마솔과 계약했다.

## 국가대표팀 경력
2021년 6월 1일, 케치케시는 재조정된 UEFA 유로 2020 대회에서 헝가리를 대표할 최종 26인 명단에 포함되었다.